# Lista do Patrimônio Mundial na Bélgica
A Organização das Nações Unidas para a Educação, a Ciência e a Cultura (UNESCO) propôs um plano de proteção aos bens culturais do mundo, através do Comité sobre a Proteção do Património Mundial Cultural e Natural, aprovado em 1972. Esta é uma lista do Patrimônio Mundial existente na Bélgica, especificamente classificada pela UNESCO e elaborada de acordo com dez principais critérios cujos pontos são julgados por especialistas na área. A Bélgica, uma das nações mais modernas da história do continente europeu e com grande legado cultural e político para a humanidade, ratificou a convenção em 24 de julho de 1996, tornando seus locais históricos elegíveis para inclusão na lista.
Os sítios Beguinarias Flamengas, Elevadores do Canal do Centro e Grand-Place de Bruxelas foram os primeiros locais da Bélgica incluídos na lista do Patrimônio Mundial da UNESCO por ocasião da 22ª Sessão do Comitè do Património Mundial, realizada em Quioto (Japão) em 1998. Desde a mais recente adesão à lista, a Bélgica totaliza 12 sítios classificados como Patrimônio da Humanidade, sendo 11 deles de classificação cultural e apenas 1 de classificação natural. O único sítio de interesse natural da Bélgica - Florestas primárias de faias dos Cárpatos e de outras regiões da Europa - é um sítio compartilhado com outros nove países do continente. A Bélgica também partilha dos sítios Campanários da Bélgica e da França (com a França) e O Trabalho Arquitetônico de Le Corbusier (com Argentina, França, Alemanha, Índia, Japão e Suíça). 

## Bens culturais e naturais
A Bélgica conta atualmente com os seguintes lugares declarados como Patrimônio da Humanidade pela UNESCO:
| | Beguinarias Flamengas |
| Bem cultural inscrito em 1998. |                       |
| Localização: Flandres |                       |
| Os "béguines" eram mulheres que consagraram suas vidas ao serviço de Deus sem se retirar do mundo. No século XIII eles fundaram os "béguinages", recintos que correspondiam às suas necessidades espirituais e materiais. Os flamenguistas "béguinages" são grupos formados por casas, igrejas, prédios externos e áreas verdes, que são estruturadas de acordo com um layout urbano ou rural. Construídos nos estilos arquitetônicos típicos da Flandres, eles são o testemunho excepcional de uma tradição religiosa nascida no noroeste da Europa na Idade Média. (UNESCO/BPI) |                       |

| | Grand-Place de Bruxelas |
| Bem cultural inscrito em 1998. |                         |
| Localização: Região da Capital Bruxelas |                         |
| O Grand-Place de Bruxelas é um conjunto extraordinariamente homogêneo de edifícios públicos e privados datados principalmente do século XVII. Sua arquitetura é um excelente compêndio e uma ilustração vívida do nível alcançado neste período pela vida social e cultural neste importante centro político e comercial. (UNESCO/BPI) |                         |

| | Elevadores do Canal do Centro e seus arredores: La Louvière e Le Rœulx |
| Bem cultural inscrito em 1998. |                                                                        |
| Localização: Valónia |                                                                        |
| Construídos em um pequeno trecho do histórico Canal do Centro, esses quatro elevadores hidráulicos para barcos são monumentos industriais de qualidade excepcional. Juntamente com o próprio canal e as estruturas relacionadas, eles oferecem um exemplo muito completo da paisagem industrial do final do século XIX em excelente estado. Dos oito elevadores desse tipo construídos na época e no início do século XX, os do Canal do Centro são os únicos do mundo que estão preservados em seu estado original de operação. (UNESCO/BPI) |                                                                        |

| | Campanários da Bélgica e da França |
| Bem cultural inscrito em 1999, estendido em 2005. |                                    |
| Este bem é compartilhado com: França. |                                    |
| Localização: Flandres / Valónia |                                    |
| Vinte e três campanários situados no norte da França e o campanário belga de Gembloux foram inscritos na lista, ampliando assim o sítio formado por 32 campanários municipais de Flandres e Valônia que já figuravam na lista desde 1999. Construídos entre os séculos XI e XVII, estes campanários são representativos de diversos estilos arquitetônicos - romanesco, gótico, renascentista e barroco - e constituem símbolos muito significativos da conquista das liberdades cívicas por parte das populações urbanas. Em tempos em que a maioria das cidades italianas, alemãs e inglesas optavam por construir ajuntamentos, nesta região do norte da Europa optaram pela construção de campanários municipais. (UNESCO/BPI) |                                    |

| | Catedral de Nossa Senhora de Tournai |
| Bem cultural inscrito em 2000. |                                      |
| Localização: Valónia |                                      |
| Construída na primeira metade do século XII, a Catedral de Tournai é distinguida por sua nave românima de dimensões excepcionais, suas capitais ricamente esculpidas e seu transepto com cinco torres precursoras de arte gótica. O coro foi reconstruído no século XIII no estilo gótico mais puro. (UNESCO/BPI) |                                      |

| | Obras de Victor Horta em Bruxelas |
| Bem cultural inscrito em 2000. |                                   |
| Localização: Região da Capital Bruxelas |                                   |
| Localizada em Bruxelas e projetada pelo arquiteto Victor Horta, um dos iniciadores da "Art Nouveau", a Casa Tassel, a Casa Solvay, a Casa Van Eetvelde e a própria casa de estúdio do arquiteto fazem parte das obras arquitetônicas mais inovadoras do final do século XIX. A revolução estilística da qual são representativos é observada em seu plano aberto, bem como na difusão da luz e na brilhante fusão das linhas curvas de sua decoração com as estruturas da fábrica. (UNESCO/BPI) |                                   |

| | Centro Histórico de Bruges |
| Bem cultural inscrito em 2000. |                            |
| Localização: Flandres |                            |
| A cidade de Bruges é um exemplo excepcional de um assentamento humano medieval que preservou seu tecido urbano histórico à medida que evoluiu ao longo dos séculos. Suas construções góticas originais fazem parte da identidade desta capital comercial e cultural da Europa antiga, que estabeleceu laços culturais com diferentes partes do mundo. O nome Bruges está intimamente ligado à escola de pintura dos primitivos flamengos. (UNESCO/BPI) |                            |

| | Minas Neolíticas de Silex de Spiennes |
| Bem cultural inscrito em 2000. |                                       |
| Localização: Valónia |                                       |
| As minas de Silex de Spiennes, que remontam ao Período Neolítico e abrangem mais de 100 hectares, são os maiores e mais antigos centros de extração de minério na Europa. São um exemplo notável da diversidade de técnicas utilizadas pelo homem pré-histórico para extrair silex e oferecer um interesse excepcional por sua ligação direta com assentamentos humanos desse período. (UNESCO/BPI) |                                       |

| | Casa, escritório e Museu Plantin-Moretus em Antuérpia |
| Bem cultural inscrito em 2005. |                                                       |
| Localização: Flandres |                                                       |
| Uma gráfica e uma editora dos períodos renascentista e barroco formam o museu Plantin-Moretus. Localizado na Antuérpia – que formou com Veneza e Paris a tríade de cidades europeias onde a imprensa ganhou mais boom em seus primeiros dias – o museu está intimamente ligado à história da invenção e propagação da arte tipográfica. Seu nome homenageia a mais importante impressora e editora da segunda metade do século XVI (cerca de 1520-1589). Além de seu excepcional valor arquitetônico, o edifício do museu contém inúmeros testemunhos da vida e obras da mais prolífica editora e de impressão de toda a Europa no final do século XVI. A editora continuou suas atividades até 1867 e em seu prédio há um importante acervo de material de impressão antigo de notável valor, além de uma grande biblioteca, arquivos muito valiosos e algumas obras de arte, entre as quais está uma tela pintada por Rubens. (UNESCO/BPI) |                                                       |

| | Casa Stoclet |
| Bem cultural inscrito em 2009. |              |
| Localização: Região da Capital Bruxelas |              |
| Em 1905, quando Adolphe Stoclet, banqueiro e colecionador de obras de arte, encomendou a construção deste edifício a Josef Hoffmann, um dos mais proeminentes arquitetos do movimento chamado de Secessão de Viena, ele não impôs condições estéticas ou financeiras de qualquer tipo. A conclusão em 1911 deste palácio e seu jardim, caracterizado por sua geometria austera, foi um momento decisivo na história da Art Nouveau que já anunciava a arquitetura do Art Déco e do Movimento Modernista. O Palácio de Stoclet é um dos edifícios mais bem sucedidos e homogêneos da Secessão de Viena, tem obras de Koloman Moser e Gustav Klimt, e incorpora a ambição de criar a "obra de arte total" (Gesamtkunstwerk), na qual arquitetura, escultura, pintura e artes decorativas são integradas à mesma obra. Este edifício é uma prova da renovação artística da arquitetura europeia. Seu estado de conservação é excepcional, uma vez que a maioria das instalações e móveis originais foram preservados intactos. (UNESCO/BPI) |              |

| | Principais sítios mineiros da Valónia |
| Bem cultural inscrito em 2012. |                                       |
| Localização: Valónia |                                       |
| As quatro minas que compõem este local cultural se estendem do leste ao oeste da Bélgica, ao longo de uma faixa de terra de 170 quilômetros de comprimento e 3 a 15 quilômetros de largura. O local é composto pelas áreas de mineração de carvão mais bem preservadas de todo o país, que foram exploradas principalmente do início do século XIX até a segunda metade do século XX. Neste local há amostras iniciais da arquitetura utópica dos primórdios da primeira Revolução Industrial Europeia, que formam complexos urbano-industriais altamente integrados. O exemplo mais notável é fornecido pela mina e pela cidade operária do Grand-Hornu, planejada na primeira metade do século XIX pelo arquiteto Bruno Renard. Em Bois-du-Luc existem numerosos edifícios construídos no período 1838-1909, bem como uma das mais antigas minas de carvão de todo o continente europeu, cuja operação começou no final do século XVII. Embora a Valônia tivesse centenas de minas de carvão no passado, a maior parte de sua infraestrutura desapareceu hoje. No entanto, as quatro minas que compõem este Patrimônio Mundial preservaram sua integridade em grande medida. (UNESCO/BPI) |                                       |

| | O Trabalho Arquitetônico de Le Corbusier, uma Contribuição Impressionante para o Movimento Moderno |
| Bem natural inscrito em 2016. | |
| Este bem é compartilhado com: Argentina, Alemanha, Bélgica, França, Índia, Japão e Suíça . | |
| Localização: Antuérpia | |
| Espalhados por sete países, os 17 sítios que integram este bem do Patrimônio Mundial constituem um testemunho da invenção de um novo modo de expressão da arquitetura, em clara ruptura com formas anteriores. As obras arquitetônicas destes sítios foram realizadas por Le Corbusier ao longo de cinquenta anos de "busca paciente", segundo suas próprias palavas. O Complexo do Capitólio de Chandigarh (Índia), o Museu Nacional de Arte Ocidental de Tóquio (Japão), a Casa Curutchet (Argentina) e a Unidade de Habitação de Marselha (França), entre outras construções, testificam as soluções alcançadas no século XX pelo Movimento Moderno na intenção de renovar as técnicas arquitetônicas para satisfazer as necessidades da sociedade. Estas obras-primas do gênio humano também constituem um testemunho a internacionalização da arquitetura em escala global. (UNESCO/BPI) | |

| | Florestas primárias de faias dos Cárpatos e de outras regiões da Europa |
| Bem natural inscrito em 2007, estendido em 2011 e 2017. |                                                                         |
| Este bem é compartilhado com: Albânia, Áustria, Bulgária, Croácia, Itália, Polónia, Roménia, Eslováquia, Eslovênia, Espanha e Ucrânia. |                                                                         |
| Localização: Baixa Áustria / Estíria / Alta Áustria |                                                                         |
| Esta extensão transfronteiriça do Patrimônio Mundial de grãos cárpatos primários e antigas florestas de Beedland da Alemanha (Alemanha, Eslováquia e Ucrânia) abrange 12 países. Desde o fim da última Era Glacial, as beterrabas europeias se espalharam de alguns refúgios isolados nos Alpes, nos Cárpatos, no Mediterrâneo e nos Pirenéus por um curto período de alguns milhares de anos em um processo que ainda perdura. Essa expansão bem sucedida está relacionada à flexibilidade das árvores e tolerância a diferentes condições climáticas, geográficas e físicas. (UNESCO/BPI) |                                                                         |

| | Grandes cidades termais da Europa |
| Bem cultural inscrito em 2021. |                                   |
| Localização: Baden bei Wien |                                   |
| Este bem é compartilhado com: Alemanha, Áustria, Chéquia, França, Itália e Reino Unido. |                                   |
| Este site transnacional abrange as famosas estâncias balneares localizadas em onze cidades de sete países europeus: Baden bei Wien (Áustria); Spa (Bélgica); Františkovy Lázně, Karlovy Vary e Mariánské Lázně (Chéquia); Vichy (França); Bad Ems, Baden-Baden e Bad Kissingen (Alemanha); Montecatini Terme (Itália) e Cidade de Bath (Reino Unido). O desenvolvimento de todas essas localidades deveu-se à existência de nascentes de água mineral em seus territórios, bem como ao auge das curas termais na Europa desde o início do século XVIII até a terceira década do século XX. Daí a criação de grandes centros termais para um público internacional abastado, o que influenciou a sua estrutura urbana porque a vida da cidade se organizou em torno dos edifícios e estâncias ("kurhaus" e "kursaal", em alemão) dedicados às terapias termais. Construídos com suntuosas colunatas, galerias e salas, esses edifícios foram projetados para incentivar a prática do banho e o consumo de águas minerais, e também para explorar o seu potencial econômico. As estâncias termais criaram ainda inúmeros jardins, salas de conferências, casinos, teatros, hotéis, residências mansões e infraestruturas especificamente destinadas à condução de águas termais. Todas as construções foram integradas em complexos urbanos de grande beleza paisagística, zelosamente organizados para a administração de terapias e a realização de atividades recreativas. O conjunto desses spas é representativo da importância da troca de valores humanos, bem como da evolução da ciência, da medicina e da balneoterapia. (UNESCO/BPI) |                                   |

| Memorial de Ploegsteert, em Hainaut. | Sítios funerários e memoriais da Primeira Guerra Mundial (Frente Ocidental) |
| Memorial de Ploegsteert, em Hainaut. | Bem cultural inscrito em 2023. |
| Memorial de Ploegsteert, em Hainaut. | Localização: Hainaut |
| Memorial de Ploegsteert, em Hainaut. | Este bem é compartilhado com França. |
| Memorial de Ploegsteert, em Hainaut. | Esta propriedade serial transnacional compreende sítios ao longo da Frente Ocidental da Primeira Guerra Mundial, onde a guerra foi combatida entre os alemães e as Forças Aliadas entre 1914 e 1918. Localizado entre o norte da Bélgica e o leste da França, os componentes da propriedade variam em escala de grandes necrópoles, abrigando os restos mortais de dezenas de milhares de soldados das mais diversas nacionalidades, até pequenos e simples cemitérios e memoriais individuais. O sítio inclui diferentes cemitérios militares, cemitérios de guerra e cemitérios hospitalares ocasionalmente combinados à memoriais. (UNESCO/BPI) |

## Lista Indicativa
Em adição aos sítios inscritos na Lista do Patrimônio Mundial, os Estados-membros podem manter uma lista de sítios que pretendam nomear para a Lista de Patrimônio Mundial, sendo somente aceitas as candidaturas de locais que já constarem desta lista. Desde 2014, a Bélgica possui 16 locais na sua Lista Indicativa.
| Sítio                                                                                            | Imagem | Localização       | Ano  | Dados UNESCO                | Descrição |
| ------------------------------------------------------------------------------------------------ | ------ | ----------------- | ---- | --------------------------- | --- |
| Núcleo medieval histórico (ou Cuve) de Gante e suas abadias                                      |        | Flandres Oriental | 2002 | Cultural: (ii)(iv)          | O chamado "Cuve" de formato irregular deve-se à sua topografia particular. O rio Lys atravessa a "Cuve" no sentido norte-sul e serve de fronteira natural até desaguar no rio Escalda que, por sua vez, faz fronteira com a "Cuve" a Sudeste. As complexas origem e evolução desta cidadela medieval permanecem ainda hoje no seu traçado urbano e no seu património arquitetónico variado e bem preservado. |
| Núcleo histórico de Antuérpia                                                                    |        | Antuérpia         | 2002 | Cultural: (ii)(iv)(vi)      | O núcleo histórico de Antuérpia, às margens do rio Escalda, apresenta uma forma semi-oval irregular em que a evolução permanece legível no traçado das antigas ruas e espaços urbanos. Escavações de 1950 revelaram uma ocupação galo-romana restrita perto de Het Steen, fortaleza construída no século XIII nas margens do Escalda, no local de uma primeira pequena fortaleza do século IX que servia de posto de controle do rio. O crescente poder militar e político estimulou o estabelecimento de uma pequena vila em forma de leque com uma igreja e cercada primeiro por um fosso e, no século XIII, por um muro de pedra ainda visível. |
| Lovaina e seus edifícios universitários, o legado de seis séculos no centro histórico            |        | Brabante Flamengo | 2002 | Cultural: (ii)(iii)(iv)(vi) | Nesta cidade radiocêntrica com uma primeira muralha do século XII e uma segunda do século XIV, os edifícios da Universidade Católica de Lovaina, fundada em 1425, são mais abundantes no distrito sudeste. Naamsestraat é "a rua da universidade" na qual a maioria das instalações universitárias está situada. Outros edifícios universitários estão localizados a oeste do primeiro núcleo, inseridos no tecido urbano e marcam a paisagem com a sua variada tipologia e cronologia. |
| Passagens de Bruxelas / Galeries Royales Saint-Hubert                                            |        | Bruxelas          | 2008 | Cultural: (ii)(iv)          | As Galeries Royales Saint-Hubert são os primeiros centros comerciais monumentais do século XIX. Construídos em 1847, na região da Grand-Place, refletem a prosperidade e ambições do então recente Reino da Bélgica sob o reinado de Leopoldo I. Seu projeto revoluciona o tipo arquitetônico de arcadas como se desenvolveu desde a virada do século seguindo o modelo parisiense e dá-lhe uma nova dimensão. |
| Obra arquitetônica de Henry Van de Velde                                                         |        | Uccle             | 2008 | Cultural: (i)(ii)           | A obra arquitetônica de Henry van de Velde (1863-1957) constitui uma fonte essencial da arte moderna, sendo resultado de uma enorme atividade criativa desenvolvida desde o início de sua carreira nas vanguardas belgas de Les XX, em 1888, até os renomados projetos de edifícios públicos da década de 1930. |
| Palácio da Justiça de Bruxelas                                                                   |        | Bruxelas          | 2008 | Cultural: (i)               | O edifício é obra de Joseph Poelaert e marca o auge da arquitetura eclética do século XIX. Com inspiração na arquitetura neoclássica e referências às culturas assírio-babilônica e egípcia, o edifício é um conjunto de formas e volumes, onde os espaços interiores e exteriores se misturam de forma surpreendente. |
| Planalto dos Altos Fagnes                                                                        |        | Liège             | 2008 | Cultural: (v)               | O Planalto dos Altos Fagnes apresenta fenômenos naturais, flora e fauna particulares no que diz respeito à posição geográfica do lugar. Suave ou nítida, a ação humana contínua há muito tempo molda as paisagens atuais da região. Os Altos Fagnes constituem um testemunho excepcional da pressão antrópica sobre um ecossistema cujo desaparecimento só foi evitado graças à inospitalidade dos ambientes que o compõem. |
| Palácio dos príncipes-bispos de Liège                                                            |        | Liège             | 2008 | Cultural: (ii)(iii)         | O Principado-Bispado de Liège permaneceu como um território independente na Europa Ocidental por mais de 10 séculos. Durante todo esse tempo, foi liderado por príncipes-bispos que combinavam poder religioso e político. O palácio é o símbolo desta dupla função e materializa também o poder de seus ocupantes. |
| Campo da Batalha de Waterloo, o fim da epopeia napoleônica                                       |        | Brabante Valão    | 2008 | Cultural: (ii)(iii)(vi)     | A região de Waterloo inclui este sítio proposto que permanece em condições semelhantes às dos tempos da batalha homônima. O local foi preservado intencionalmente como parte das celebrações centenárias das Guerras Napoleônicas em 1914 e também devido ao alto potencial agrícola da região. O local abriga inúmeros monumentos que marcam a batalha decisiva deste conflito. |
| Panorama da Batalha de Waterloo, um exemplo particularmente significativo do "Fenômeno Panorama" |        | Brabante Valão    | 2008 | Cultural: (i)(ii)(iv)(vi)   | O Panorama da Batalha de Waterloo, em Braine-l'Alleud, é um dos "panoramas históricos" mais representativos do fenômeno panorama. Este trabalho magistral é o resultado de um trabalho de equipe orquestrado em 1911 pelo pintor francês Louis Dumoulin que já tinha uma experiência significativa na área. Seu estilo clássico, diretamente relacionado às obras panorâmicas do final do século XIX, o colocam dentre os panoramas de segunda geração. |
| Cidadelas do Mosa                                                                                |        | Liège Namur       | 2008 | Cultural: (ii)              | O rio Mosa e seu vale profundo constituem um importante obstáculo natural com muitas colinas que podem servir para fins defensivos. Desde a era romana até aos dias de hoje, foram construídas diversas fortalezas e cidadelas nos penhascos às margens do rio. As cidadelas em Namur, Huy e Dinant sobreviveram ao tempo e servem de testemunho material da evolução dos territórios e das técnicas bélicas. |
| Paisagem de transição rural-industrial de Hoge Kempen                                            |        | Limburgo          | 2011 | Misto: (iv)(vi)(viii)       | A paisagem de Hoge Kempen possui solo arenoso e rico em cascalho que resulta principalmente em charnecas, coníferas e florestas primárias. Outras características marcantes da paisagem são os monumentos das minas de carvão do início do século XX, como os montes de escória. |
| Sítios de fósseis neandertais da Valônia                                                         |        | Namur             | 2019 | Cultural: (iii)(vi)         | A Valônia possui uma variedade de sítios neandertais, incluindo estes oito locais indicados que abrigam fósseis humanos devidamente datados. Eles constituem a concentração de neandertais mais setentrional da Europa e muitos deles fizeram importantes contribuições históricas para o desenvolvimento da paleoantropologia e do estudo da pré-história. |
| Hospital Notre-Dame à la Rose em Lessines                                                        |        | Hainaut           | 2019 | Cultural: (iii)(iv)         | O Hospital Notre-Dame à la Rose foi fundado em 1242 por Alix de Rosoit em Lessines, uma próspera cidade têxtil da região à época, com a missão de acolher os necessitados e os peregrinos. O complexo hospitalar é administrado por uma congregação religiosa local. |